# Julius Friedrich Heinrich Abegg
Julius Friedrich Heinrich Abegg (ur. 27 marca 1796 w Erlangen, zm. 29 maja 1869 we Wrocławiu) – niemiecki prawnik, specjalizujący się w kryminalistyce; nauczyciel akademicki związany głównie z uniwersytetami w Królewcu i Wrocławiu.

## Życiorys
Urodził się w 1796 roku w Erlangen jako syn miejscowego pastora Kościoła Ewangelicko-Reformowanego Johanna Wilhema Abegga (1768–1806). W swojej rodzinnej miejscowości ukończył szkołę średnią, a następnie studiował prawo na Friedrich-Alexander-Universität. Ponadto kształcił się również na Ruprecht-Karls-Universität w Heidelbergu i Uniwersytecie w Landshut. Po ukończeniu studiów odbył roczną praktykę zawodową u Wolfganga Puchta i Anselma Feuerbacha. Następnie zdecydował się na dalsze studia na Friedrich-Wilhelms-Universität w Berlinie. Uczęszczał tam na wykłady prowadzone przez m.in.: Friedricha Augusta Bienera, Johanna Friedricha Ludwiga Göschena, Georga Wilhelma Friedricha Hegla oraz Friedricha Karla von Savigny.
Jako habilitowany privatdozent został zatrudniony w semestrze zimowym na przełomie 1820/1821 roku na Albertus-Universität w Królewcu. Był tam od 1821 profesorem nadzwyczajnym, a od 1824 roku profesorem zwyczajnym. W 1826 roku przeprowadził się do Wrocławia, zostając zatrudnionym na miejscowej uczelni. W latach 1837–1838 i 1853-1854 piastował urząd rektora Uniwersytetu Wrocławskiego. Za swoją działalność naukowo-dydaktyczną otrzymał w 1833 roku tytuł doktora honoris causa Uniwersytetu w Erlangen. Zmarł w 1869 roku we Wrocławiu w wieku 73 lat.

## Dorobek naukowy
Jego zainteresowania naukowe związane są przede wszystkim z prawem karnym, a także tyczą się prawa cywilnego i nauk przyrodniczych. Do jego najważniejszych prac należą:
- Ueber die Bestrafung der im Auslande begangenen Verbrechen. Ein Versuch. Landshut 1819.
- System der Criminal-Rechts-Wissenschaft, Neustadt an der Orla 1826.
- Untersuchungen aus dem Gebiete der Strafrechtswissenschaft, Breslau 1830.
- Die verschiedenen Strafrechtstheorien in ihrem Verhältnisse zueinander und zu dem positiven Rechte und dessen Geschichte. Eine criminalistische Abhandlung, Neustadt a.d. Orla 1835.
- Lehrbuch des gemeinen Kriminalprozesses, Neustadt an der Orla 1833.
- Lehrbuch der Strafrechts-Wissenschaft, Neustadt an der Orla 1836.
- Beiträge zur Strafprocess-Gesetzgebung, Neustadt an der Orla 1841.